# 葬书
《葬書》，一卷，風水典籍，相傳是晉代郭璞所著。
世傳郭璞從河東郭公受《青囊中書》九卷，但並沒說郭璞著有《葬書》，《宋志》载《葬书》原只一卷，疑似後人偽託之作，後由眾人所增飾至二十篇。宋代蔡元定刪定為八篇，元代吳澄又刪定内篇、外篇、杂篇。《葬書》最早提出風水一詞，「氣乘風則散，界水則止，古人聚之使不散，行之使有止，故謂之風水。」有專家認為《葬书》风水之理来自《周易》。